# Callan Rydz
Callan Rydz (* 3. Juli 1998 in Newcastle upon Tyne) ist ein englischer Dartspieler. Sein Spitzname lautet The Riot, zu deutsch Der Aufstand.

## Karriere
Callan Rydz gewann 2014 das Juniorenturnier der Finder Darts Masters und nahm 2016 erstmals an den Turnieren der PDC Development Tour teil, wo er auch zweimal das Halbfinale erreichte. 2017 versuchte er erfolglos bei der PDC Qualifying School (Q-School) eine Tourkarte zu erspielen. In der Folgezeit nahm er an Challenge Tour Events teil und konnte sich für die Gibraltar Darts Trophy 2017 qualifizieren, dort scheiterte er jedoch bereits in der Vorrunde gegen den Deutschen Martin Schindler. Als Nachrücker konnte Rydz erste Erfahrungen auf der PDC Pro Tour 2017 bei den Players Championships sammeln. Zu Beginn des Jahres 2018 startete der Engländer einen neuen Versuch bei der Q-School, konnte trotz des Erreichens des Halbfinales am ersten Tag jedoch keine Tourkarte gewinnen. Bei der PDC World Youth Championship 2018 schaffte Rydz es bis ins Halbfinale, wo er erneut Martin Schindler unterlag. Auch bei seinem dritten Versuch 2019 bei der Q-School konnte Rydz keine Tourkarte gewinnen. Jedoch konnte er sich erstmals für die UK Open, wo er allerdings bei seinem Debüt Jamie Hughes unterlag, qualifizieren. Im April folgte dann sein erster Turniersieg auf der Development Tour und im Juni konnte er als Nachrücker bei einem Players Championship Turnier bis ins Viertelfinale vordringen. Es folgten zwei Titel auf der Challenge Tour. Als Erstplatzierter der Challenge Tour Order of Merit gewann Rydz eine Tourkarte und war zudem für die PDC World Darts Championship 2020 qualifiziert. Bei seinem Weltmeisterschaftsdebüt schlug er in der ersten Runde den Iren Steve Lennon, ehe er in Runde zwei gegen Danny Noppert ausschied.
Bei seinem zweiten Event auf der European Darts Tour, den Belgian Darts Championship 2020 in Hasselt, verlor er in Runde 1 gegen den Deutschen Gabriel Clemens. Bei den UK Open 2020 erreichte er die 3. Runde und konnte Ende September seinen zweiten Sieg auf der Development Tour einfahren. Bei den Players Championships 2020 konnte Rydz im Rahmen der Winter Series ins Halbfinale einziehen. Durch seine guten Ergebnisse bei den Players Championships konnte er sich auch für die Players Championship Finals 2020 qualifizieren. Bei seiner Premiere bezwang er in der ersten Runde den Nordiren Daryl Gurney und konnte in Runde zwei mit Ryan Searle einen weiteren Spieler eliminieren. In der dritten Runde scheiterte Rydz im Decider gegen den Weltmeister von 19/20 Peter Wright.
Am 26. Februar 2021 gewann Rydz seinen ersten Pro-Tour-Titel. Bei den Players Championships 2021 gewann er das Players Championship Nr. 2 und das Players Championship Nr. 25; außerdem spielte Rydz beim Players Championship 24 gegen Adrian Lewis einen Neun-Darter. Beim World Matchplay 2021 erreichte er das Viertelfinale. Bei der World Darts Championship 2022 schied er im Viertelfinale mit 4:5 Sätzen gegen Peter Wright aus. Bei der World Darts Championship 2023 schied er in der 2. Runde gegen Josh Rock raus.

## Weltmeisterschaftsresultate

### PDC
- 2020: 2. Runde (2:3-Niederlage gegen  Danny Noppert)
- 2021: 2. Runde (0:3-Niederlage gegen  James Wade)
- 2022: Viertelfinale (4:5-Niederlage gegen  Peter Wright)
- 2023: 2. Runde (0:3-Niederlage gegen  Josh Rock)
- 2024: 2. Runde (2:3-Niederlage gegen  Ricardo Pietreczko)
- 2025: Viertelfinale (3:5-Niederlage gegen  Michael van Gerwen)

### PDC-Junioren
- 2016: 1. Runde (5:6-Niederlage gegen  Dimitri Van den Bergh)
- 2018: Halbfinale (3:6-Niederlage gegen  Martin Schindler)
- 2019: Viertelfinale (2:6-Niederlage gegen  Adam Gawlas)
- 2020: Achtelfinale (5:6-Niederlage gegen  Ryan Meikle)
- 2021: Achtelfinale (4:5-Niederlage gegen  Adam Gawlas)
- 2022: Halbfinale (2:6-Niederlage gegen  Nathan Girvan)

## Turnierergebnisse
| Turnier                                    | 2016               | 2017               | 2018               | 2019               | 2020               | 2021               | 2022               | 2023               | 2024               | 2025               |
| ------------------------------------------ | ------------------ | ------------------ | ------------------ | ------------------ | ------------------ | ------------------ | ------------------ | ------------------ | ------------------ | ------------------ |
| BDO-Major-Turniere                         |                    |                    |                    |                    |                    |                    |                    |                    |                    |                    |
| World Masters                              | 2R                 | n/t                | 1R                 | n/t                | n/a                | Verband insolvent  | Verband insolvent  | Verband insolvent  | Verband insolvent  | Verband insolvent  |
| PDC-Ranking-Turniere                       |                    |                    |                    |                    |                    |                    |                    |                    |                    |                    |
| Weltmeisterschaft                          | n/t                | nicht qualifiziert | nicht qualifiziert | nicht qualifiziert | 2R                 | 2R                 | VF                 | 2R                 | 2R                 | VF                 |
| World Masters                              | nicht ausgetragen  | nicht ausgetragen  | nicht ausgetragen  | nicht ausgetragen  | nicht ausgetragen  | nicht ausgetragen  | nicht ausgetragen  | nicht ausgetragen  | nicht ausgetragen  | VR                 |
| UK Open                                    | nicht teilgenommen | nicht teilgenommen | nicht teilgenommen | 1R                 | 3R                 | 5R                 | AF                 | 5R                 | 3R                 | 3R                 |
| World Matchplay                            | n/t                | nicht qualifiziert | nicht qualifiziert | nicht qualifiziert | nicht qualifiziert | VF                 | 1R                 | nicht qualifiziert | nicht qualifiziert | nicht qualifiziert |
| World Grand Prix                           | n/t                | nicht qualifiziert | nicht qualifiziert | nicht qualifiziert | nicht qualifiziert | 1R                 | 1R                 | 1R                 | n/q                |                    |
| European Championship                      | n/t                | nicht qualifiziert | nicht qualifiziert | nicht qualifiziert | nicht qualifiziert | 1R                 | nicht qualifiziert | nicht qualifiziert | nicht qualifiziert |                    |
| Players Championship Finals                | n/t                | nicht qualifiziert | nicht qualifiziert | nicht qualifiziert | AF                 | 2R                 | VF                 | 1R                 | 1R                 |                    |
| PDC-Turniere ohne Einfluss auf das Ranking |                    |                    |                    |                    |                    |                    |                    |                    |                    |                    |
| The Masters                                | n/t                | nicht qualifiziert | nicht qualifiziert | nicht qualifiziert | nicht qualifiziert | nicht qualifiziert | nicht qualifiziert | 1R                 | n/q                | n/a                |
| Karrierestatistiken                        |                    |                    |                    |                    |                    |                    |                    |                    |                    |                    |
| Jahresendplatzierung (PDC)                 | –                  | 148                | 233                | 126                | 80                 | 36                 | 23                 | 30                 | 43                 |                    |

| Legende zu den Turnierergebnissen | Legende zu den Turnierergebnissen | Legende zu den Turnierergebnissen | Legende zu den Turnierergebnissen | Legende zu den Turnierergebnissen | Legende zu den Turnierergebnissen | Legende zu den Turnierergebnissen | Legende zu den Turnierergebnissen | Legende zu den Turnierergebnissen | Legende zu den Turnierergebnissen |
| --------------------------------- | --------------------------------- | --------------------------------- | --------------------------------- | --------------------------------- | --------------------------------- | --------------------------------- | --------------------------------- | --------------------------------- | --------------------------------- |
| n/t                               | nicht teilgenommen                | n/q                               | nicht qualifiziert                | n/a                               | nicht ausgetragen                 | #R                                | Aus in jeweiliger Runde           | GP                                | Aus in der Gruppenphase           |
| AF                                | Achtelfinalist                    | VF                                | Viertelfinalist                   | HF                                | Halbfinalist                      | F                                 | Turnierfinalist                   | S                                 | Turniersieger                     |

## Titel

### BDO
- Weitere
  - 2014: Finder Youth Darts Masters

### PDC
- Pro Tour
  - Players Championships
    - Players Championships 2021: 2, 25
    - Players Championships 2023: 19
- Secondary Tour Events
  - PDC Challenge Tour
    - PDC Challenge Tour 2019: 16, 18

  - PDC Development Tour
    - PDC Development Tour 2019: 8
    - PDC Development Tour 2020: 10